# NGC 3039
NGC 3039 é uma galáxia espiral barrada (SBb) localizada na direcção da constelação de Sextans. Possui uma declinação de +02° 09' 13" e uma ascensão recta de 9 horas, 52 minutos e 29,5 segundos.
A galáxia NGC 3039 foi descoberta em 22 de Janeiro de 1865 por Albert Marth.